# دهکده دماوند
دهکده دماوند نقاشی رنگ روغن اثر کمال‌الملک است. این اثر بر روی کرباس و در سال ۱۲۹۴ خورشیدی کشیده شده است.
نقاشی، منظره‌ای از یک دهکده نزدیک دماوند را نشان می‌دهد.